# 조 새킥
조지프 스티븐 "조" 새킥(영어: Joseph Steven "Joe" Sakic, 1969년 7월 7일~)은 캐나다의 은퇴한 아이스하키 선수이다. 현역 시절 포지션은 센터로 내셔널 하키 리그(NHL)의 퀘벡 노르딕스와 콜로라도 애벌랜치에서 뛰면서 총 21년의 시간을 NHL에서 보냈다. 1992-93 시즌에는 팀의 주장을 맡기도 하였다.